# Marsdenia macfadyenii
Marsdenia macfadyenii är en oleanderväxtart som beskrevs av Alfred Barton Rendle. Marsdenia macfadyenii ingår i släktet Marsdenia och familjen oleanderväxter. Inga underarter finns listade i Catalogue of Life.